# Eisenbahnunfall von Nashville

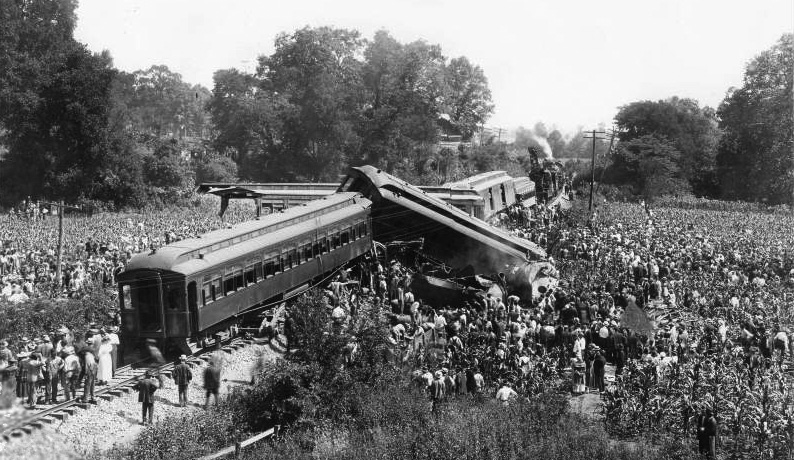
Die zerstörten Züge nach dem Frontalzusammenstoß bei Nashville

Der Eisenbahnunfall von Nashville (Great Train Wreck of 1918) war ein Frontalzusammenstoß zweier Züge am 9. Juli 1918 bei Nashville, Tennessee. Es war der schwerste Unfall in der Geschichte der US-amerikanischen Eisenbahn. 101 Menschen kamen ums Leben, 171 wurden verletzt.

## Ausgangslage
Die Strecke der Nashville, Chattanooga and St. Louis Railroad war westlich von Nashville zunächst auf 16 km zweigleisig, bevor sie ab dem Betriebsbahnhof Shops Junction als eingleisige Strecke weiterführte.
Zug Nr. 4 verließ auf dieser Strecke um 07:07 Uhr Ortszeit die Union Station von Nashville in Richtung Memphis. Der Zug führte zwei Gepäckwagen und sechs hölzerne Reisezugwagen.
Aus der Gegenrichtung wurde Zug Nr. 1 erwartet. Er führte einen Gepäckwagen, sechs hölzerne Reisezugwagen und zwei Pullmann-Schlafwagen in Stahl-Bauart.
Die Züge hätten sich fahrplanmäßig in dem zweigleisigen Abschnitt begegnen müssen. Allerdings hatte Zug Nr. 1 an diesem Tag eine Verspätung von etwa 35 Minuten. Für den Fall einer Verspätung dieses Zuges war vorgesehen, dass das Personal des Zuges Nr. 4 beobachtete, ob der Gegenzug vorbeifuhr, und am Ende des zweigleisigen Abschnitts die Vorbeifahrt des Zuges aus der Gegenrichtung abwartete, falls ihm der Gegenzug auf dem zweigleisigen Abschnitt nicht begegnet war. Außerdem sah die Betriebsvorschrift vor, dass der Lokomotivführer sich im Tagebuch des Stellwerks Shops Junction davon überzeugte, dass Zug Nr. 1 durchgefahren war.

## Unfallhergang
Das Personal des Zuges 4 hielt eine Rangierfahrt leerer Wagen auf dem Gegengleis für den Zug Nr. 1. Als Zug Nr. 4 Shops Junction erreichte, gab der Eisenbahner im Stellwerk, das diese Stelle sicherte, mit einem Signal die Einfahrt in den eingleisigen Abschnitt frei. Der Lokführer verzichtete darauf, anzuhalten und im Tagebuch des Stellwerks zu überprüfen, ob Zug Nr. 1 tatsächlich schon den eingleisigen Abschnitt verlassen hatte. Beim Einschreiben des Zugs in das Stellwerkstagebuch bemerkte der Stellwerkswärter, dass Zug Nr. 1 noch nicht verzeichnet war. Er meldete das Versehen dem Fahrdienstleiter, der zurück telegraphierte, ein Notsignal auszulösen. Die Notsirene wurde von Zug Nr. 4 jedoch nicht mehr gehört.
Kurz nach 07:15 Uhr stießen die Züge frontal zusammen. Nachträglich wurde geschätzt, dass beide Züge mit je etwa 90 km/h unterwegs waren. Beide Züge entgleisten und eine Reihe der hölzernen Wagen wurde zertrümmert.

## Folgen
Nach Angaben der Interstate Commerce Commission, die den Unfall offiziell untersuchte, kamen bei dem Unfall 101 Reisende ums Leben, 171 wurden verletzt. Viele Opfer waren Afroamerikaner, die zur Arbeit in einer Schießpulverfabrik außerhalb von Nashville fuhren (der Unfall ereignete sich noch vor Ende des Ersten Weltkriegs). 
Etwa 50.000 Menschen kamen an jenem Tag zur Unglücksstelle, um beim Retten von Überlebenden zu helfen, nach Angehörigen zu suchen oder als Schaulustige. 
Die Interstate Commerce Commission stellte fest, dass
- sowohl die Lokmannschaft des Zuges Nr. 4 als auch der Stellwerkmitarbeiter es versäumt hatten, sich hinsichtlich der zutreffenden Position des Zuges Nr. 1 auf der Strecke zu versichern;
- die Eisenbahnverwaltung diese laxe Handhabung der Sicherheitsregeln geduldet hatte;
- das Zugsicherungssystem ungenügend sei, weil es neben den Aufzeichnungen des Personals nicht vorsehe, davon unabhängig festzustellen, wo ein Zug sich auf der Strecke befinde;
- die hölzernen Wagen eine Konstruktion seien, die die Zahl der Toten erheblich erhöht habe.

Dies war somit ein weiterer Unfall, der die Gefahr für Fahrgäste und Personal durch den Einsatz der (veralteten) hölzernen Reisezugwagen aufzeigte.

## Trivia
- Die Songwriter Bobby Braddock und Rafe Van Hoy schrieben 1970 das Lied The Great Nashville Railroad Disaster (A True Story). Es wurde von dem Country-Musik-Sänger David Allan Coe 1980 in sein Album I’ve Got Something To Say aufgenommen.[2]
- Der Eisenbahnunfall spielt eine zentrale Rolle in dem Roman von Tamera Alexander: Wer sein Herz riskiert.[Anm. 1]